# ましろ色シンフォニー
『ましろ色シンフォニー -Love is pure white-』（ましろいろシンフォニー ラブ・イズ・ピュア・ホワイト）は、日本のアダルトゲームブランドぱれっとから2009年10月30日に発売されたパソコン用恋愛アドベンチャーゲーム。ぱれっとの第9作目で、「ましろ色」「ましフォニ」などと略される。英語ではMashiroiro SymphonyまたはPure White Symphony。
2011年6月30日、COMFORTよりPlayStation Portable版『ましろ色シンフォニー *mutsu-no-hana』（ましろいろシンフォニー むつのはな）が発売された。
また、2023年6月23日にリメイク『ましろ色シンフォニー -Love is pure white- Remake for FHD』および、サブヒロイン・乾紗凪を主役にした『ましろ色シンフォニー SANA EDITION』が発売された。

## 略歴
2008年8月15日、「コミックマーケット74」で初公開され、同年10月21日にぱれっと公式ウェブサイト上とアダルトゲーム雑誌「TECH GIAN」11月号でも正式発表された。2008年12月開催の「コミックマーケット75」と、2009年春開催の「DreamParty」、2009年8月開催の「コミックマーケット76」、2009年12月開催の「コミックマーケット77」では関連商品類が販売された。
2009年12月末に開催された「秋葉原電気外祭り2」および「コミックマーケット77」ではグッズセット、瀬名愛理抱き枕カバー、サウンドトラックが販売された。サウンドトラックには五行が歌う『シンフォニック・ラブ ReArrange』（ソフマップ特典のアレンジバージョンとは異なる）も収録されている。ぱんにゃの掛け声は入っていない。
2010年5月3日開催の「DreamParty東京2010春」では、天羽みう抱き枕カバーが発売され、「コンプティーク」7月号にコンシューマー移植版『ましろ色シンフォニー *mutsu-no-hana』の製作が発表された。
2010年7月から10月にかけてLantisより全4巻のドラマCDシリーズが発売された。
2011年3月25日、公式Twitter上でテレビアニメ化が発表され、2011年10月から12月までテレビアニメが放送された。
2012年8月開催の「コミックマーケット82」でビジュアルファンブックが販売された。

## あらすじ
ごく普通の中流家庭の人々が住む「新市街」、裕福層が主に暮らす「旧市街」の2つの区域から成る町「各務台（かがみだい）」。
新市街に住む少年「新吾」が通っている「私立各務台学園」が、経営難に陥ったことで旧市街の名門女学校「私立結姫（ゆいひめ）女子学園」、通称「結女（ゆいじょ）」への統合が計画された。
試験期間として設けられた仮統合前日、選抜生徒のメンバーとなった新吾は、いつもの様に迷子になった妹の「桜乃」を迎えに行き、彼女を連れた少女「愛理」と出逢う。
仮統合初日、桜乃、親友の「隼太」と共に結女に向かうと、学園統合に強く反対する愛理と偶然再会する。彼女の影響で新吾をはじめ男子たちは学校に馴染めずにいた。しかしそれでも、世話好きなメイド少女「アンジェ」、優しい上級生の「みう」、クラスメイトの「紗凪」、演劇部のエース「結月」（PSPゲーム版のみ）とも知り合い親しくなっていく。その後、愛理と共にクラス委員長になったことで偶然にも彼女の秘密を知り、彼女とも打ち解けることが出来た。統合が進む中、新しい学園生活を送る。

## 登場人物
声優は、PCゲーム版 / ドラマCD版、PSPゲーム版、テレビアニメ版で表記。

### メインキャラクター
瓜生 新吾（うりゅう しんご）
声 - 無 / 水島大宙（ドラマCD版、テレビアニメ版のみ）
誕生日：9月29日。血液型：AB型。身長：171cm。好きな物：さっぱりしたもの。
本作における主人公。男女共学の学園「私立各務台学園」の2年生男子生徒。結女に派遣されるテスト生に選ばれ、結女に登校することになる。テストクラスである2-T組においてクラス委員を務める。シナリオによって入部する部活は異なる。
両親とも仕事が忙しく、しばしば家を長期間あけることがあり、ゲーム本編スタート時点で家は桜乃と2人で暮らしている。幼い頃に喘息を患っており、そのせいで父や桜乃に気を使わせたことに対し引け目を感じているため、その場の空気に非常に敏感な性格になった。雰囲気が悪い状態が苦手で、場の空気をよくするために自らの犠牲をいとわないことがある。
積極的に行動するタイプの愛理や隼太とはいいコンビ。異性にも好かれやすく、無意識にドキッとさせる発言も多い。（その為か桜乃ルートでは桜乃と同じクラスの面識がない女子に告白されている）ドラマCDのみう編では隼太と共に執事喫茶でアルバイトしておりみうと（事実上）同棲している。
瀬名 愛理（せな あいり）
声 - 五行なずな / 小野涼子
誕生日：10月24日。血液型：A型。身長：158cm。スリーサイズ：B82/W57/H85。好きな物：ふかしいも。
名門女学園「私立結姫女子学園」の学園長の一人娘。学園統合、特に男子の受入れを快く思っておらず、そのために新吾に対しても辛辣な態度をとることが多い。新吾のことは「瓜生くん（最初はお兄さんと呼んでいた）」と呼ぶ。愛理ルートでは途中から苗字を呼び捨てで呼び合い、恋人になってからは名前で呼び合う。アニメでは途中からみうルートの話になる関係で苗字で呼び捨てまでで終わる。
学業成績優秀な上、料理などなんでもそつなくこなし、責任感が強く、リーダーシップも兼ね備えており学園内での人気は高い。結女代表として2-T組で新吾と共にクラス委員となる。実家はかなりの良家でお嬢様学校の模範生と思われている。
しかし、結女入学時、実家を出て新市街にある安アパートの一室で倹約しながら一人暮らし。複数のアルバイトで生計を立てているが、そのことは学校のみんなには隠している。同様の理由から、昼食になると一人でどこかしら出かけて弁当を食べていた。しかしある日、庶民向けスーパー「クメマート」の特売日にやってきたところを、新吾、桜乃、アンジェ、みうに目撃されて貧乏生活のことがばれてしまい、信頼できる何人かにそのことを打ち明ける。その後、新吾たちへの態度は瓦解し、みんなで集まって食べた方がバリケードになって隠しやすいと新吾たちと昼食をとるようになった。
自宅が皆のたまり場となってしまったことが悩み。気が強く意地っ張りな性格をしており、融通の利かない一面も持っている。ぱんにゃに懐かれているが、動物が苦手であるため 、みうがぱんにゃと一緒にクラスに来るとぱんにゃに抱きつかれて困っている。
テレビアニメ版では一応メインヒロインではあるが、準主人公的な役回りを持つ。
瓜生 桜乃（うりゅう さくの）
声 - 安玖深音 / 後藤麻衣
誕生日：1月23日。血液型：AB型。身長：162cm。スリーサイズ：B80/W54/H80。好きな物：兄さんの手料理ならなんでも。
新吾の義妹で各務台学園の1年生。彼と共に結姫女子学園への登校生徒に選ばれ、1-T組に所属する。新吾のことは「お兄ちゃん」と呼ぶが、人前では「兄さん」と呼んでいる。
おとなしく控えめで、料理などの家事を進んで行う献身的な性格。新吾に対し恋心を抱くも、妹という立場上遠慮している。なお、新吾の母と桜乃の父が互いに再婚しているため2人は兄妹になったが、幼いころであったため新吾は血のつながりのないことを桜乃が知らないと思っている。そのため新吾はあくまで兄妹として接している。
感情表現が弱くいつも淡々とした口調で話す。その上口数も多くはないが、きちんと社交性はあるため、誰とでもすんなり仲良くなれる。冗談を言ったりするもツッコミ所が多い。独特のテンポで喋るため自分のテンポを崩される愛理は少し苦手。周りのちょっとした変化に敏感。新吾同様に周りの空気を読むのが上手で、自分から何かをするわけでもなく見守ることが多い。新吾には敏感で悩んでいることをズバリと言う場合もあるが、自分が関わるようなことになると臆病になってしまう。
かなりの方向音痴でたまに迷ってしまう。また体力がなく、運動が苦手なため、迷子になると新吾に迎えに来てもらっている。身長がやや高いのが悩み。
PCゲーム版発売前に行なわれた人気投票では第1位となった。
アンジェリーナ・菜夏（ななつ）・シーウェル（Angelina Nanatsu Sewell）
声 - みる / 壱智村小真
誕生日：8月8日。血液型：B型。身長：155cm。スリーサイズ：B90/W60/H89。好きな物：ところてん。
結姫女子学園の生徒で新吾、愛理と同じ2-Tに所属するテスト生。底抜けに明るく、統合に対しても拒絶反応は無かったためすぐに各務台の生徒たちとも仲良くなった。大抵は下の名前に「さん」と付けて呼び、新吾のことも「新吾さん」と呼んでいる。一人称はアンジェで、新吾を含む生徒や教師からも「アンジェ」と呼ばれるが、みうからは「菜夏ちゃん」と呼ばれる。
母親がメイドだった影響でメイドを志しており、学園の制服ではなく常にメイド服を着用している。他人の世話を焼くのは得意で料理や掃除はプロ級の腕前。口調は非常に丁寧で、常に「〜でございます」といった丁寧語口調で話す。現在は主人のいない自称「野良メイド」であり、いつかは仕えるべき主人を見つけたいと思っている。以前、愛理に主人になってくれるよう頼んだことがあるが、断られている。
両親は渡英しているが、彼女が日本に残る際に母親から提示された「結女（ゆいじょ）に住み込んで学園の仕事を手伝う」という条件を満たすため、学園の雑事に日々いそしんでいる。学園の運営においては必要な存在であり、先生の信頼も厚い。学園のことにとても詳しく、学園内にある隠し通路から移動しているため、いきなり現れて相手を驚かせてしまうことが多い。
一方で、メイドとしての情熱が強すぎて、たまに強引になってしまう。また、噂の発生元であったり、相手を逆なでるような事を無意識のうちに言ったりする。
イギリス人とのハーフだが自身は日本生まれで、英語は苦手。机に向かっての勉強も苦手で試験で赤点をとってしまうことも珍しくない。
頭のヘッドドレスは彼女にとってメイドの証であり、それを取ると言動が幼児化し、泣きじゃくりながら走り回る。外してもほんの少ししか我慢できない。ドラマCDでは外しても自分を保っていられるまでになった。彼女のルートのエンディング（描写から考えると約5年は経過している）では教員免許をとり特別授業の講師として新吾と共に学園に赴任する。二人の紹介の際、アンジェは「瓜生・アンジェリーナ・菜夏」先生と紹介され、アンジェは既に新吾と結婚しており、新吾は「奥さんと同じ職場に赴任するなんてどんだけ奥さんを愛してるのよ?!」と蘭華に冷やかされ、その場に居た生徒や教師から大ウケされている。
アニメ版はみうルートで話が進むのだが、ゲームでのアンジェルート同様に新吾のメイドになることを申し出ている。
天羽 みう（あまは みう）
声 - 松田理沙 / 力丸乃りこ
誕生日：2月22日。血液型：O型。身長：146cm。スリーサイズ：B87/W58/H84。好きな物：生野菜。
結姫女子学園の3年生で、とても優しく、面倒見のいい先輩。ふとしたことをきっかけに知り合った新吾のことを度々気にかけてくれる。新吾のことは「うりゅーくん」と呼ぶ。
身長が低く、新吾は最初みうのことを1年生だと思っていた。のんびりした人で、独特のオーラで周りの空気を無意識に和ませることのできる。よく気が利くこともあってか、いろいろな人から一目置かれている。特に押しが強いわけではないが、上目遣いでお願いされると断れないほど強力。
野生動物保護のボランティア団体に登録しており、学園の敷地の一部を借り、通称「ぬこ部」という部活内で怪我をした野生動物の傷の手当てなどをしている。「ぱんにゃ」という名の猫に似た不思議な動物といつも一緒にいる。ある程度意思疎通はできているようだが、言葉が通じているのかどうかまでは分からない。
人の気持ちの機敏には少し疎い一面もあり、紗凪の友情を超えた憧れにもあまり気がついていない様子。ドラマCD版では子供と勘違いされ不機嫌になるシーンがあったり、嫉妬深いことも判明した。また、寂しかったり悲しいことがあるとドカ食いする癖がある。また新吾のセリフから進学して一人暮らしを始めていることがわかる。
テレビアニメ版ではメインヒロイン的な立場となっている。
乾 紗凪（いぬい さな）
声 - 森谷実園 / 吉田真弓
誕生日：7月7日。血液型：B型。身長：148cm。スリーサイズ：B78/W56/H79。好きな物：みう先輩が好きな物。
結姫女子学園の生徒で新吾たちと同じ2-Tに所属するテスト生。まっすぐな性格であるみうに憧れており、彼女と一緒に2人で「ぬこ部」として活動している。新吾、愛理とは調理実習の授業のとき同じ班。
おしゃべりで元気な性格。統合に関しても特に嫌悪感はないようで、新吾たちにも優しく、気さくに接していた。しかし、本当は大の男嫌いで、新吾が愛理と打ち解けるようになったころ、みうが新吾を気にかけていることもあり、入れ替わるようにして新吾たちに敵意を向けるようになる。それまで「瓜生くん」だった呼び方が「瓜生」と呼び捨てになり、「クズムシ」「ゴミムシ」「クソ瓜生」「瓜生野郎」などと日常的に暴言を吐くようになった。なお愛理によると「本当に嫌っているなら徹底的に存在を無視する」らしく、「紗凪なりに気に入っている」様子。
かなりの悪戯好きで、時々悪乗りし過ぎることもある。ただし、日常的な常識は人並みにあり、愛理の貧乏生活などの秘密ごとには口が堅い。愛理とは付き合いが長く、クメマートでの一件の後、愛理自身から貧乏生活のことを知らされた。
母親を早くに亡くしており、父親は仕事で忙しく留守がちのため、弟の理央と事実上の2人暮らし。理央から姉じゃなく兄の方が良かったと言われ、口調や服装を男っぽく振舞っているが、理央には不評。様々な手段を用いて理央の機嫌を取ろうとするが悪くする一方であり、どうしていいか分からず、悩んでいる。なお、口が悪いのは理央のせいだと言っているが誰ひとり信じていない。
小さい頃からアレルギー性の喘息持ち（テレビアニメ版では猫アレルギー）。そのためか、根本的な部分では性質が新吾と似通っている。新吾の自らを殺して周りを気遣う愛想笑いが嫌い。新吾に対し恋をしてしまいつつ男嫌いとの葛藤に苦しむが、みうシナリオおよびテレビアニメ版では新吾のみうを想う気持ちを知ったことで身を引く（TVアニメ版では、最後まで素直になれなかったことを激しく後悔する）。
PCゲーム版発売後に行われた第2回人気投票では第1位を獲得。コンシューマ版でヒロインに昇格した。テレビアニメ版では愛理、みうに続くヒロインの一人。
小野宮 結月（おのみや ゆつき）
声 - 無 / 田口宏子（PSPゲーム版、テレビアニメ版のみ）
誕生日：9月17日。血液型：B型。身長：156cm。スリーサイズ：B86/W58/H86。好きな物：柏餅。
コンシューマ版で追加された新ヒロイン。結女の2年生で新吾たちとは別のクラスに在籍する黒髪の少女。実家は由緒正しい神社で、祖母と両親と一緒に暮らしている。
演劇部所属。常に芝居がかった口調で喋り、演劇部では主に男性役を務める。自らが女性役を演じるために男子部員を勧誘するべく新吾と隼太を演劇部に勧誘する。誘うためなら何でもする行動派で、「いい返事」を聞くまで続けられる。愛理もかつて被害に遭った一人。なお自分の求める条件以上の人が見つかれば止めるとのこと。
ほぼ無意識のうちに色目を使い女の子らを誘ってしまうのが悩み。クールな容姿と何故か凛々しく見えるその言動から同姓からの人気が高く、愛理や紗凪にも「凛々しい」「男らしい」と言われている。女の子らしい格好、特にスカートを穿くのが苦手で、最近まで制服のスカートの下にジャージのズボンを穿いていたほど。私服はボーイッシュなものが多く、ズボン系が多い。ひらひらした服は自分に似合わないと思っているが、実際は素材がいいため似合ってしまう。愛理達から着せ替え人形のように遊ばれることも。
彼女自身は女性らしくおしとやかでいたいと思っている。休日は街に出て主に女の子中心に人間観察する。趣味は手芸で特技は料理（和食）と非常に家庭的。ただし掃除は苦手。地元でも有名な「巫女の舞」の舞い手として祖母に師事しているが、祖母からは「女らしさが足りない」と人前で舞うことはまだ許されていない。
よく愛理をからかっているが、愛理は彼女の口の堅さを信用しており、紗凪とともに愛理自身から貧乏生活のことを知らされている。
テレビアニメ版では最終話のみ登場した。

### サブキャラクター
椋梨 隼太（むくなし はやた）
声 - おまめ / 鈴木達央
誕生日：7月17日。血液型：O型。身長：175cm。好きな物：から揚げ。
新吾の親友である2年生男子生徒で各務台の生徒会長。結女においては生徒会副会長待遇。新吾、桜乃と同じくテスト生に選ばれ、2-Tに入る。各務台学園の生徒会長としての仕事があるため、結女を離れることがある。
新吾とは逆に活発でお調子者な性格で、周囲に対しフランクに接する。かなりの行動派であり、リーダーシップもそれなりにあるため、男女問わず各務台の生徒からは信頼を集めている。フォロー上手な新吾とはいいコンビ。親によって決められたあまり美人ではない婚約者がいるが、彼女のことを心の中では愛しているといった律儀な面も持つ。婚約者とはデートしたりするもののキスは学生を卒業してからと決めあっている。
愛理が苦学生であることを新吾、桜乃、アンジェ、みうの4人に知られた後、愛理は新吾の親友である隼太を信頼できる人物だと考えて、彼にも事実を教えた。
アンジェに天井裏へ連れ込まれてからは、隠し通路がトラウマ化している。結月からいいように弄られ「ムク太くん」「ワンワンくん」と妙な渾名で呼ばれるようになったため苦手意識がある。
瀬名 蘭華（せな らんか）
声 - 風音 / 櫻井浩美
誕生日：6月21日。血液型：AB型。身長：166cm。スリーサイズ：B89/W60/H87。好きな物：チョコレート。
愛理の母親で結姫女子学園の学園長。豪快な性格で、容姿端麗。いつも黒いスーツを着こなしており、生徒たちからはカリスマ的な人気を誇る。結女のOGで在学当時は生徒会長を務めており、みうの母親の結子とはその頃からの親友。各務台・結姫女子両学園の統合を推し進めている張本人で、本人曰く「異性を意識してお互い磨かれて成長する」。
仕事が忙しくずっと以前からほとんど家に帰らない生活を続けており、それが原因で愛理は蘭華とはうまくゆかず、家を出て行くこととなった。しかし、ふざけながらも愛理の事は心配しており、彼女の住んでいるアパートや生活状況を把握していた他、新吾や万智らに近況を聞いている。アンジェの母親であるネリィとは知り合いでアンジェが主人を見つけるまでの間の保護者代わりで、学園内での生活を特例で認めている。キャストが同じであるぱんにゃのモノマネを披露したことがある。夫とは愛理が幼いころに離婚しており、現在独身。
仕事はよくでき、統合などの件で学園に居ないこともあるが生徒たちの事をよく考えている。新吾を「新吾ちゃん」、紗凪を「さなきち」、アンジェを「ナナナ」など生徒たちを渾名で呼ぶ悪い癖がある。ドラマCDの愛理編では出番が多く準主人公的な立ち位置である。
八塚 万智（やつづか まち）
声 - かわしまりの / 瑞沢渓
誕生日：2月4日。血液型：A型。身長：160cm。スリーサイズ：B79/W58/H80。好きな物：うどん。
新吾たちのクラスである2-Tの担任を務める独身の女性教師。29歳。担当科目は国語。弱気で落ち着きがなく、ことあるごとに「ごめんなさい」を連発する頼りない先生。紗凪や何人かの生徒からは「まっちー先生」と呼ばれる。学生時代に通っていた学校も就職先も全て女子校だったため異性に慣れていない。しかし蘭華の話によると万智はBLが好き。隼太が冗談めかして新吾を好きに類する言葉を発すると、すぐさまどこからともなく目を輝かせて登場し、周囲を無視して妄想にふける。後ろ髪を解いて長髪になると、面影が全く無いほど清楚でセクシーな雰囲気を持つ美女になってしまうが、本人は髪の毛をまとめてないでだらしないと思っており、あまり人前では髪を解かないでいる。みうシナリオ、紗凪シナリオおよびテレビアニメ版ではぬこ部の顧問になる。
天羽 結子（あまは ゆいこ）
声 - 佐本二厘 / 結下みちる（ドラマCD版、PSPゲーム版は結本ミチル名義）
誕生日：10月2日。血液型：O型。身長：153cm。スリーサイズ：B92/W59/H86。好きな物：チェリー（さくらんぼ）。
みうの母親で、みうの姉と錯覚するほど若く美しい。みうと同様動物好きで「ドモン」「カリン」という2匹の猫を家で飼っている。イタズラ好きでみうや新吾をからかい楽しんでいる。結女のOGで蘭華とは親友であった。夫は現在単身赴任中。
その存在感は強く初めて会った桜乃や隼太に様付けで呼ばわれるほど尊敬されている。ドラマCDでは執事喫茶にメイドの従業員として母娘で登場した。
エレノア・シーウェル（Eleanor Sewell）
声 - 無 / 友永朱音（ドラマCD版のみ）
アンジェの母親。通称ネリィ。自分の夫（アンジェの父）のメイドとして、イギリスで仕事をしている。性格はアンジェとは正反対でクール。またアンジェと異なり貧乳なことを蘭華にからかわれるが、逆に睨んで黙らせるほど蘭華に対しても物怖じしない。結女のOGで、蘭華、結子とは同級生だった。教員免許も所持している。ゲーム本編では名前（通称）のみ登場であり、ドラマCD第3巻に出演。
小野宮 セツ（おのみや せつ）
声 - 無 / 谷育子（PSPゲーム版のみ）
誕生日：4月19日。血液型：B型。身長：164cm。好きな物：和食。
PSPゲーム版の追加キャラクター。結月の祖母で神社の巫女。
神社の現当主で、「巫女の舞」の現舞い手でもある。老齢だが、清楚で凛とした女性。結月の舞いの師匠でもあり厳しく指導をしている。元々、当主は舞い手が継いでおり男性（ここでは結月の父）は継ぐことが出来ないため、孫の結月をに継いで欲しいと考えている。結月の実力は認めているものの、「女らしさが足りない」との理由で、人前で舞うことを禁止している。結月が凛々しい性格になってしまったのは自分の責任と感じており、結月が自分で舞うにふさわしい女性になるのを期待している。結月ルートでは新吾を認めていなかったものの最終的には認め「婿殿」と呼ぶようになった。
乾 理央（いぬい りお）
声 - 真田梨花（ましろ色シンフォニー SANA EDITION） / 藤田麻美（PSPゲーム版のみ）
誕生日：12月11日。血液型：AB型。身長：ちいさい。好きな物：ぬいぐるみ。
PSPゲーム版の追加キャラクター。（ SANA EDITIONにも登場する）翌春に小学生になる紗凪の弟。紗凪と同様に口が悪く、紗凪を「クズムシ」呼ばわりし、いつも喧嘩している。本当は親に甘えたい年頃だが甘える相手が紗凪しかいないため不服。ぬこ部の部室によく訪れ新吾らと遊んでいる。新吾を「シンゴ」、桜乃を「さくのん」、みうを「みうみう」、愛理を「あいりーん」と呼ぶ。アンジェは名前をなかなか覚えてもらえず、「らめ（野良メイドから）」と呼ばれたことでひと騒動起きてしまった。桜乃は親友、みうは憧れのお姉さんと思っている。新吾には特に懐いており、本音を正直に言える相手と認めている。
紗凪を悪く言うものの本当は心配している。動物を嫌っているが、動物が紗凪を苦しめ悲しませていると考えているため。一時ぱんにゃを監禁した事もあるが、その後、命の大切さを教えられた。ぱんにゃの母親をいじめている子供たちから守ろうと飛び出すなど勇敢な心も持ち合わせている。紗凪以外には丁寧な対応をしている。大人のような態度を取ることもあり、年齢の割に会話の中で難しい言葉を言ったりする（ひらがなやカタカナ表記のものが多い）も意味をしっかりと理解している。
ぱんにゃ
声 - 風音 / 櫻井浩美
誕生日：?。血液型：?。身長：?。スリーサイズ：?。好きな物：鶏ささみチーズ味の猫缶。
結姫女子学園に住み着いているとされる謎の生物で、名前はぱんだのようなにゃんこであることに由来する。ボールのように丸い体に猫のような耳と、先端が二又に分かれた尻尾が付いている。性別は雌。みうからは「ぱにゃちゃん」と呼ばれる。「うりゅー」、「りゅ」といった鳴き声を発するので新吾との名前の掛け合いをみうが気に入った。みう以外には、新吾と愛理によくなついているが、愛理には受け入れてもらえない。みうシナリオの終盤はぱんにゃを中心とした内容であり、みうとぱんにゃの出会った際のエピソードなども描かれる。みうルート及びアニメ版では母親の元へ返されるがエンディングで自ら戻ってきた（アニメ版では夏と思われる季節に再会したことを匂わせる描写がある）。
タイトルロゴにも姿が映っている。変な動物のマスコットというこの手の作品にありがちなポジションながらもPCゲーム版発売前の人気投票では2位を記録した。また本編以外にもキャストの風音が出演する作品でゲスト等で登場しているほか、ほめられてのびるらじおPPで「ましろ戦隊ぱんにゃマン」という曲も作られている。尚ドラマCDみう編では隼太のセリフから学園よりも新吾がバイトしている執事喫茶によく来ていることが分かる。
- ほめられてのびるらじおPP（本編及び「ほめらじ音頭」「ましろ戦隊ぱんにゃマン」）
- Purple software作品の『明日の君と逢うために』のドラマCD

## 作中用語
各務台（かがみだい）
本作品の舞台となる町。駅を挟んで新市街と旧市街に分かれる。主に普通の市民は新市街、裕福な市民は山沿いの旧市街に暮らしている。
私立各務台学園（しりつかがみだいがくえん）
新市街に位置する男女共学の学園。作中には直接的に登場しない。制服の色は青系統で女生徒のスカートの丈は長め。少子化などの影響で経営が悪化し、来年閉鎖となる予定。
私立結姫女子学園（しりつゆいひめじょしがくえん）
旧市街に位置する名門女子学園。通称は「結女（ゆいじょ）」。テレビアニメ版では「結姫女学園」とも呼ばれている。外観、内装共に立派で、調理実習室などの設備も充実しており、教育水準も高く定期試験も難しい。制服の色は白系統でスカートの丈は短め。学生寮に当たる施設は存在しない。アルバイトは許可している。
テストクラス
1年T組（1-T）と2年T組（2-T）。仮統合期間中設置された特別学級。各務台・結女両学園から選出されたテスト生により構成される。ゲーム版では各務台生徒男女各8名、結女生徒16名の1クラス32名、テレビアニメ版では1クラス30名となっている。
ぬこ部
みうが部長を務める部活動。「ぬこ部」は単なる通称であり、正式名は特に決まっていない。学園裏にある空部室を借り、怪我した野生動物を保護して手当てしたあと、野山や森林に帰す活動をしている。あくまで一時的に動物を世話するだけで、飼育することを目的とはしていない。そのため、保護している動物たちには基本的には名前を付けていない。
部員はみうと紗凪の2人だけであり、正式な部活動ではないため（最低でも部員6名と顧問が必要）、学園からは部費は出ておらず、費用はみうがアルバイトをして賄っている。また、部の活動に関する苦情も近隣から寄せられており、蘭華も正式な部でない以上かばいきれないと、保護飼育に苦悩している一面もある。
みうシナリオ、紗凪シナリオおよびテレビアニメ版では新吾が入部し、その後桜乃、アンジェ、愛理が加入、万智が顧問となることで正式な部となる。みうの卒業後は、紗凪シナリオとテレビアニメ版では紗凪が、みうシナリオでは「環境保全部」に改称されて新吾が新部長となる。
クメマート
新市街にある庶民向けのスーパーマーケット。安く手ごろな品々が多い。桜乃や愛理はここの特売日によくやってくる。
カガミモール
旧市街にある豪華なショッピングセンター。高価な品々が多く、その分良質の品物が揃っている。

## 制作
アダルトゲームブランドのfengの第4作『青空の見える丘』、第5作『あかね色に染まる坂』の原画を涼香と共に担当した和泉つばすが、本作品では単独で原画を務めている（ただし、一部の男性キャラクターについてはたまひよが原画を担当している）。
2009年10月30日の発売後には和泉のサイン会が東京・大阪・名古屋で開催された（全て本商品購入者が参加対象の抽選制）。
ライターの一人である保住圭は本作で初めて和泉と組んだ。
保住は2023年の「BugBug」とのインタビューの中で、当初から少女漫画的な構成を考えていたことを明かしている。当時は主人公を中心放射状の人間関係が展開される作品が多く、それを崩したいと考えた保住は、愛理を人間関係の中心に据えた。また、この当時は主人公が異性に人気が出る理由が明確でない作品も多く、保住はそれを打破するために、「異性が惹かれるだけの魅力を備えた主人公」や、「男女が運命的につながる恋愛」を描くことを目標とした。保住は2023年の「BugBug」とのインタビューの中で、男女双方問題を抱えつつも、恋愛を進める中で物語が進む様子をうまく描けたと振り返っており、挑戦の機会をくれたぱれっとへの感謝を述べている。

## スタッフ
- 原画：和泉つばす（瓜生新吾、椋梨隼太以外）
- サブ原画：たまひよ（瓜生新吾、椋梨隼太）
- SDキャラクター原画：都桜和
- シナリオ：保住圭（愛理、アンジェ）、おるごぅる（みう、紗凪）、北川晴（桜乃）、ん。（PSPゲーム版）
- チーフグラフィッカー：かじたに
- デザインワーク：いも
- 音楽：BURTON
- プログラム：小曽根雷太（minori）
- スクリプト・演出：ん。
- プロデューサー：近藤真樹

## 主題歌
オープニング主題歌である『シンフォニック・ラブ』は同社作品『さくらシュトラッセ』以降連続で橋本みゆきが起用されている。なお、ソフマップの予約特典で配布された「スペシャルCD」には同じ曲を五行なずな（掛け声役としてぱんにゃ扮する風音）が歌うバージョンも追加で収録されている。他にもぱれっとで初めて美郷あきが起用された作品である。
オープニングテーマ『シンフォニック・ラブ』
作詞 - rino / 作曲・編曲 - 大久保薫 / ReArrange版編曲 - 東タカゴー / 歌 - 橋本みゆき
PSPゲーム版オープニングテーマ『夢見るままに恋をして』
作詞 - rino / 作曲・編曲 - 大久保薫 / 歌 - 橋本みゆき
みうシナリオ挿入歌『さよなら君の声』
作詞 - rino / 作曲・編曲 - 田辺トシノ / 歌 - 美郷あき
エンディングテーマ『キミイロミライ』
作詞 - rino / 作曲・編曲 - 景家淳 / 歌 - ЯIRE

## 反響

### 売り上げ
PC版は4万本、PSP版は3万5千本を売り上げている。
2009年10月1日～2009年10月31日集計のGetchu.com：2009年・10月セールスランキングでは1位、2009年度 PCソフト年間ランキングで3位となった。

### 人気投票
| 部門名       | Getchu.com | TECH GIAN | BugBug    |
| ------------ | ---------- | --------- | --------- |
| 総合         | 3位/15位   | 2位/20位  | 4位/40位  |
| シナリオ     | 9位/10位   | 2位/10位  | 3位/30位  |
| グラフィック | 2位/10位   | 2位/10位  | 部門なし  |
| 音楽         | 3位/10位   | 2位/10位  | 12位/20位 |
| システム     | 7位/10位   | 10位/10位 | 20位/30位 |
| ヴォイス     | 部門なし   | 部門なし  | 2位/20位  |
| ムービー     | 10位/10位  | 部門なし  | 部門なし  |
| エッチ       | 圏外/10位  | 3位/10位  | 22位/40位 |
| キャラクター | 2人/10位   | 1人/10位  | 2人/40位  |

本作は発売年（2009年）の人気投票において、Getchu.comでは総合部門3位・シナリオ部門9位・システム部門7位・グラフィック部門2位・ミュージック部門3位・ムービー部門10位を獲得し、天羽みうと乾沙凪がキャラクター部門においてそれぞれ9位・10位にランクインした。『TECH GIAN』では総合部門2位・シナリオ部門2位・グラフィック部門2位・サウンド部門2位・システム部門10位・エッチ部門3位を獲得し、瀬名愛理がキャラクター部門において3位にランクインした。『BugBug』では総合部門4位・エッチ部門22位・シナリオ部門3位・ゲーム性部門20位・サウンド部門12位・ヴォイス部門2位を獲得し、瀬名愛理と瓜生桜乃がキャラクター部門においてそれぞれ15位・21位にランクインした（表：「2009年の美少女ゲーム人気投票における本作の位置」に一覧を示す）。

### リメイク版売り上げ
2023年6月1日～2023年6月30日集計のGetchu.com：2023年・6月セールスランキングでは『Remake for FHD』が1位、『SANA EDITION』が2位となった。

## 関連商品
- ぱんにゃぬいぐるみ（コスパ、3990円）
  - 「ぱんにゃぬいぐるみ」の特大版として頭に王冠をつけた「キングぱんにゃ」も「ドリームパーティ2010春」で参考展示された。
- 桜乃の両面エッチな抱き枕（電撃HIME.com、12500円）
- キャラクターカードボックスコレクション ましろ色シンフォニー 愛理&桜乃/アンジェ&みう（ブロッコリー、2009年12月26日発売、各500円）
- トレーディングカードプレシャスメモリーズ ましろ色シンフォニー ブースターパック、スターターデッキ（ムービック・エンスカイ、347円、1,575円）
- カードコレクションアプリ「嫁コレ」瀬名愛理/乾紗凪/天羽みう/瓜生桜乃/アンジェ（NECビッグローブ配信、2011年12月6日より順次提供）

## 漫画版

### 角川書店
角川書店の漫画雑誌「月刊コンプエース」でみなづきふたごによる漫画版が連載された。
ましろ色シンフォニー
2009年11月号から2010年10月号掲載、ゲーム本編の愛理シナリオをもとに構成されている。全12話構成で単行本全2巻。
1. 2010年4月26日第1巻発売（ISBN 978-4-04-715427-8）
2. 2010年9月25日第2巻発売（ISBN 978-4-04-715538-1）

ましろ色シンフォニー -Wind of silk-
2011年4月号から9月号まで掲載。愛理をヒロインとした前回に対し、今回は紗凪をヒロインとしている。全6話構成。
- 2011年8月26日発売（ISBN 978-4-04-715752-1）

ましろ色シンフォニー -Twinkle moon-
2011年10月号から2012年1月号まで掲載。結月をヒロインとし、全4話構成。
- 2011年12月26日発売（ISBN 978-4-04-120055-1）

### エンターブレイン
2010年3月25日にエンターブレインより『マジキュー4コマ ましろ色シンフォニー 1』（マジキューコミックス、ISBN 978-4-04726-285-0）が発売された。執筆した作家陣は都桜和（表紙イラスト担当）、杉原たかと、芝嶺タカシ、名苗秋緒、伊達ちまき、安保寿十、延川祐子、ほんだある、すめらぎこう、天杉貴志、志野ぱっぱか、楠見らんま、ことぶきまいむ、森菜すずは、木村恵、にとろ、広瀬まどかの17名。第2巻以降は刊行されていない。

## CD

### ドラマCD
ましろ色シンフォニーの各ヒロインたちとのその後を描いた内容。全4巻。各2500円。パッケージは和泉つばすの書き下ろしとなっている。
- ましろ色シンフォニー オリジナルドラマCD 第1巻 瀬名愛理編「どてら、もう一着」 2010年7月21日発売
- ましろ色シンフォニー オリジナルドラマCD 第2巻 瓜生桜乃編「にちようびには手をつないで」 2010年8月25日発売
- ましろ色シンフォニー オリジナルドラマCD 第3巻 アンジェリーナ・菜夏・シーウェル編「天使には祝福のまぶしさを」 2010年9月22日発売
- ましろ色シンフォニー オリジナルドラマCD 第4巻 天羽みう編「春はお餅のやけごろ」 2010年10月27日発売

### 音楽CD
- ましろ色シンフォニー オリジナルドラマシリーズ サウンドポートレート 2010年11月24日発売

## テレビアニメ
2011年2月25日に公式サイトでテレビアニメ化、同年3月26日に公式twitterで制作会社がマングローブであることが発表された。前者の発表当初は原作と同じタイトルだったが、まもなく『ましろ色シンフォニー -The color of lovers-』へ変更された（ただし、実際には「The color of lovers」を含まず単に『ましろ色シンフォニー』と呼ばれることが多い）。2011年9月14日にフロンティアワークスより『ましろ色シンフォニー スターターブック』が発売された（同年8月開催の「コミックマーケット80」で先行販売）後、同年10月から12月まで独立UHF局ほかで放送された。

### 演技・キャスティング（アニメ）
主人公・瓜生新吾を演じた水島大宙は、2011年に行われたアニメ専門サイト「れポたま!」とのインタビューの中で、キャラクターを演じるにあたり、無色透明を意識したと語ると同時に、空気が読めるはずのキャラクターなのに逆のことが多く、むしろこれからだとも話している。また、最終回収録後に行われた「アニメイトタイムズ」によるインタビューでは、衝撃的な出会いという点では愛理が印象に残るとした一方、ストーリー全体を通してみるとみうに惹かれる場面が多かったと振り返っている。
その天羽みうを演じた力丸乃りこは「アニメイトタイムズ」のインタビューの中で、みうはクラスメイトではなく先輩なので、出番も減るだろうと思っていたら予想外の展開だったと話している。演技にあたり、力丸はみうの「年下のようで、お姉さんでもあり、母性的なところもある」というキャラクター性に気を付けていると「れポたま」とのインタビューの中で話している。
瀬名愛理を演じた小野涼子は、物語の序盤ではきつい人物に見えてしまうため、新吾が拒絶というよりはむしろ戸惑っているような感じをだせるようにしていていると「れポたま」とのインタビューの中で話している。このインタビューに同席していた乾紗凪役の吉田真弓は、愛理のきつい部分が戸惑いに由来するものだと補足しており、紗凪は新吾達のいい潤滑油になれているのではないかと分析している。小野は「アニメイトタイムズ」とのインタビューの中で、「愛理はもっと派手に振られるかなと思ってましたがそれがなかったのは良かったような、悪かったような。」と振り返っている。
また、サブキャラクターである水原浩一役として、ブレイク前の逢坂良太が出演している。
新吾の妹・桜乃はゆっくり話すという設定があり、演者である 後藤麻衣はアニメ化の話を聞いた際に心配になったと「れポたま!」とのインタビューの中で明かしており、実際の演技においても時間に気を使いつつも、キャラクター性や雰囲気を台無しにしないように気を付けたと説明している。実際、第1話のナレーションにおいて音響監督から尺などを気にせずゆっくりしゃべってくれという指示をもらい、その通りにしたところ、時間超過のためリテイクになったという。

### スタッフ（アニメ）
- 原作 - ぱれっと[16]
- 製作 - 野村美加、岩崎篤史、伊藤善之
- 監督 - 菅沼栄治[16]
- シリーズ構成 - チームRIKKA[16]
- キャラクターデザイン - 川村敏江[16]
- プロップデザイン - 新沼大祐
- 美術監督 - 佐藤歩
- 色彩設計 - 中尾総子
- 撮影監督 - 高橋賢司
- 編集 - 長坂智樹
- 音響監督 - 矢野さとし
- 音楽 - 虹音
- プロデューサー - 深尾聡志、岡田登志男、田中信作、櫻井優香
- アニメーションプロデューサー - 河内山隆、工藤博
- アニメーション制作 - マングローブ[16]
- 製作 - ましろ色シンフォニー製作委員会（フロンティアワークス、メディアファクトリー、ランティス）

### 登場人物 - 担当声優
- 瓜生新吾 - 水島大宙
- 瀬名愛理 - 小野涼子
- 瓜生桜乃 - 後藤麻衣
- 天羽みう - 力丸乃りこ
- 乾紗凪 - 吉田真弓
- アンジェリーナ・菜夏・シーウェル - 壱智村小真
- ぱんにゃ、ママにゃ、瀬名蘭華 - 櫻井浩美
- 椋梨隼太 - 鈴木達央
- 八塚万智 - 瑞沢渓
- 天羽結子 - 結下みちる
- 小野宮結月 - 田口宏子
- 浅倉樹 - 赤﨑千夏
- 雨石由香里、少女、バイト - 辻あゆみ
- 雪森美津子、クラスメイト - 三宅麻理恵
- 風川真澄 - 横山菜々
- 水原浩一、男子生徒 - 逢坂良太
- 佐々木勇介、男子生徒 - 伊勢文秀
- 調理実習講師 - 石田嘉代
- 体育教師 - 岡田幸子
- 女子生徒 - 冨樫かずみ、市川ひかる、佐藤美由希、宗川めぐみ
- 男子生徒 - 木島隆一、村上裕哉
- クラスメイト - 布施川一寛、大島崚
- 用務員 - 坂本くんぺい

### 主題歌（アニメ）
オープニングテーマ「Authentic symphony」
作詞 - こだまさおり / 作曲・編曲 - 虹音 / 歌 - ちょうちょ
エンディングテーマ「水彩キャンディー」
作詞 - micco / 作曲・編曲 - 菊池達也 / 歌 - marble
挿入歌「さよなら君の声」（第12話）
作詞 - rino / 作曲・編曲 - 田辺トシノ / 歌 - 美郷あき

### 各話リスト
| 話数   | サブタイトル           | 脚本       | 絵コンテ     | 演出              | 作画監督                                       | 総作画監督        | 放送日         |
| ------ | ---------------------- | ---------- | ------------ | ----------------- | ---------------------------------------------- | ----------------- | -------------- |
| 第1話  | ましろ色の出会い       | 浦畑達彦   | 菅沼栄治     | サトウ光敏        | 川村敏江、梅津茜                               | 川村敏江          | 2011年 10月5日 |
| 第2話  | きょぜつ色のクッキング | 浦畑達彦   | 岡佳広       | 西片康人          | 仁井学、北條直明 平野絵美、新沼大祐 古川良太   | 杉本幸子          | 10月12日       |
| 第3話  | イライラ色のドキドキ   | 石田勝也   | ウシロシンジ | ウシロシンジ      | 古賀誠、山本真嗣                               | 川村敏江          | 10月19日       |
| 第4話  | アイリ色のひみつ       | 浦畑達彦   | 夕澄慶英     | 佐藤和磨          | 宮嶋仁志、Hong Seok-Pyo                        | 杉本幸子          | 10月26日       |
| 第5話  | あなた色のメイドです   | 浦畑達彦   | 伊能樹       | 駒屋健一郎        | 古賀誠、小林明美                               | 川村敏江          | 11月2日        |
| 第6話  | てさぐり色のバスタイム | 砂山蔵澄   | 望月智充     | 熨斗谷充孝        | 平野絵美、北條直明 杉本幸子                    | 杉本幸子          | 11月9日        |
| 第7話  | たそがれ色のブランコ   | 浦畑達彦   | ウシロシンジ | 荒井省吾          | 服部憲知、坂本千代子 小林雅美、古賀誠 藤森由奈 | 川村敏江          | 11月16日       |
| 第8話  | こねこ色の黒と白       | 大久保智康 | サトウ光敏   | サトウ光敏        | 仁井学、杉本幸子 新沼大祐、山本翔              | 杉本幸子          | 11月23日       |
| 第9話  | おなじ色のフタリ       | 冨田頼子   | 井出安軌     | 佐藤和磨          | 山本雅章、芳賀亮                               | 川村敏江          | 11月30日       |
| 第10話 | なみだ色の雨やどり     | 砂山蔵澄   | 岡佳広       | 岡佳広            | 梅津茜、仁井学 平野絵美、北條直明 川村敏江     | 杉本幸子          | 12月7日        |
| 第11話 | ましろ色シンフォニー   | 浦畑達彦   | 井出安軌     | 駒屋健一郎        | 古賀誠、都竹隆治 重松晋一、古川秀一 藤森由宇   | 川村敏江          | 12月14日       |
| 第12話 | はじまり色の季節       | 大久保智康 | さとう陽     | さとう陽 菅沼栄治 | 平野絵美、北條直明                             | 杉本幸子 川村敏江 | 12月21日       |

### 放送局
| 放送地域 | 放送局             | 放送期間                      | 放送日時                     | 放送系列       | 備考             |
| -------- | ------------------ | ----------------------------- | ---------------------------- | -------------- | ---------------- |
| 愛知県   | テレビ愛知         | 2011年10月5日 - 12月21日      | 水曜 2:00 - 2:30（火曜深夜） | テレビ東京系列 |                  |
| 埼玉県   | テレ玉             | 2011年10月5日 - 12月21日      | 水曜 2:05 - 2:35（火曜深夜） | 独立局         |                  |
| 兵庫県   | サンテレビ         | 2011年10月5日 - 12月21日      | 水曜 2:05 - 2:35（火曜深夜） | 独立局         |                  |
| 日本全域 | アニメイトTV       | 2011年10月6日 - 12月22日      | 木曜 0:00 更新（水曜深夜）   | ネット配信     |                  |
| 日本全域 | アニメワン         | 2011年10月6日 - 12月22日      | 木曜 0:00 更新（水曜深夜）   | ネット配信     |                  |
| 日本全域 | ニコニコチャンネル | 2011年10月6日 - 12月22日      | 木曜 0:30 更新（水曜深夜）   | ネット配信     |                  |
| 千葉県   | チバテレ           | 2011年10月6日 - 12月22日      | 木曜 1:30 - 2:00（水曜深夜） | 独立局         |                  |
| 東京都   | TOKYO MX           | 2011年10月7日 - 12月23日      | 金曜 2:00 - 2:30（木曜深夜） | 独立局         |                  |
| 神奈川県 | tvk                | 2011年10月9日 - 12月25日      | 日曜 2:00 - 2:30（土曜深夜） | 独立局         |                  |
| 日本全域 | AT-X               | 2011年10月21日 - 2012年1月6日 | 金曜 22:30 - 23:00           | CS放送         | リピート放送あり |
| 日本全域 | BS11               | 2014年7月7日 - 2014年9月22日  | 月曜 0:30 - 1:00 (日曜深夜)  | BS放送         |                  |

### イベント
2011年12月25日、放送終了記念イベントとして『TVアニメ「ましろ色シンフォニー」放送終了記念クリスマスイベント』が秋葉原UDX THEATERで開催された。メインキャラクターを担当した声優の水島大宙、小野涼子、後藤麻衣、壱智村小真、力丸乃りこ、吉田真弓、櫻井浩美と主題歌を担当したちょうちょ、marbleが登壇し、トーク、ミニゲーム、ミニライブなどを行った。開催までの日程が差し迫っていたこともあり、チケットは先行販売が行われず一般販売のみとなったが、販売開始後わずか1分で完売した。

### 関連商品（アニメ）

#### Blu-ray / DVD
2012年1月25日から発売。映像特典として、各巻で内容が異なる「ましろ色ぷらちゅ」が収録されている。
2014年12月24日にBlu-ray BOXが発売。
| 巻数  | 収録話          | 発売日         | 映像特典 | 規格品番  | 規格品番  |
| 巻数  | 収録話          | 発売日         | 映像特典 | Blu-ray   | DVD       |
| ----- | --------------- | -------------- | --- | --------- | --------- |
| Vol.1 | 第1話 - 第2話   | 2012年1月25日  | アナザーストーリー「彼女色の愛理」（Live2Dを使用した愛理とのイチャラブ映像）                                     | MFXP-0001 | MFBP-0019 |
| Vol.2 | 第3話 - 第4話   | 2012年2月22日  | ノンテロップオープニング キャラクターパレットVol.1収録曲に映像を載せた愛理と桜乃のミュージッククリップ           | MFXP-0002 | MFBP-0020 |
| Vol.3 | 第5話 - 第6話   | 2012年3月21日  | ピクチャードラマ「アンジェと桜乃のおむかえ大作戦」                                                               | MFXP-0003 | MFBP-0021 |
| Vol.4 | 第7話 - 第8話   | 2012年4月25日  | ノンテロップエンディング キャラクターパレットVol.2収録曲に映像を載せたアンジェ、紗凪、みうのミュージッククリップ | MFXP-0004 | MFBP-0022 |
| Vol.5 | 第9話 - 第10話  | 2012年5月23日  | ピクチャードラマ「乾家へようこそ」                                                                               | MFXP-0005 | MFBP-0023 |
| Vol.6 | 第11話 - 第12話 | 2012年6月27日  | ぱんにゃ★すてーしょん（小野涼子、櫻井浩美、吉田真弓による撮りおろし実写映像） エンドカードギャラリー             | MFXP-0006 | MFBP-0024 |
| BOX   | 全12話          | 2014年12月24日 | ましろ色ぷらちゅ                                                                                                 | MFXP-9002 | -         |

### 反響
俗語としての「滑り台」
テレビアニメ版の第11話では、主人公・瓜生新吾とヒロインの1人・天羽みうが結ばれる一方、失恋した残りのヒロインたちが雪の日に滑り台に集まり一生独身を誓い合う場面があり、一部のネットユーザから「主人公に振られたヒロインたちが滑り台に行く」と表現しだしたことから、主人公と結ばれなかったヒロインたちのあだ名として「滑り台ヒロイン」という言葉が誕生した。また、アニメコラムサイト「あにぶ」の斎藤雅道によると、『冴えない彼女の育てかた』や『少女たちは荒野を目指す』など、同作とは無関係のテレビアニメにおいても、この用語が使われたという。

### WEBラジオ
テレビアニメ放送にともない、2011年10月4日より2012年1月24日までアニメイトTV、Lantisネットラジオで『ぬこラジ! 〜ぬくもりが恋しくなるラジオ〜』と題したインターネットラジオが配信された。隔週火曜日配信。2012年3月27日より期間限定で再配信されている。パーソナリティは水島大宙（瓜生新吾役）、小野涼子（瀬名愛理役）。

#### コーナー
- もしピュア
- ふつおた
- ピュアラブクエスチョン
- 結姫女子学園 恋愛相談室
- あなたに届け! ピュアVOICE!
- ましろ色ホームルーム
- ましろ色占い

#### 配信リスト
| 放送回 | 配信開始日     | サブタイトル                                               | ゲスト                                                                                      | 備考                                                                   |
| ------ | -------------- | ---------------------------------------------------------- | ------------------------------------------------------------------------------------------- | ---------------------------------------------------------------------- |
| 第1回  | 2011年10月4日  | 「ぬくもり感じてますか?」                                  |                                                                                             |                                                                        |
| 第2回  | 2011年10月18日 | 「これが僕たちの“素の姿”(笑)」                             |                                                                                             |                                                                        |
| 第3回  | 2011年11月1日  | 「一並びだけに……ね!?」                                     | 壱智村小真（アンジェリーナ・菜夏・シーウェル役）                                            |                                                                        |
| 第4回  | 2011年11月15日 | 「これは大事な“未○日記”だよ……」                            | 後藤麻衣（瓜生桜乃役）                                                                      | 公開録音                                                               |
| 第5回  | 2011年11月29日 | 「ちょっと、ナントカ“チュー”みたいのはやめてください(笑)」 | ちょうちょ（OP主題歌「Authentic symphony」担当） marble（ED主題歌「水彩キャンディー」担当） |                                                                        |
| 第6回  | 2011年12月13日 | 「……通りすがりの友人Aですが?」                             | 吉田真弓（乾紗凪役）                                                                        |                                                                        |
| 第7回  | 2011年12月27日 | 「……蘭華さん、好きですよ。」                               | 櫻井浩美（ぱんにゃ&瀬名蘭華役）                                                             |                                                                        |
| 第8回  | 2012年1月10日  | 「全米（…というよりも全スタッフ）が泣いた!?」              | 力丸乃りこ（天羽みう役）                                                                    |                                                                        |
| 第9回  | 2012年1月24日  | 「…………きゅん!」                                            |                                                                                             | Lantisネットラジオでは1月25日配信 静止画による収録の雰囲気が配信された |
| 第10回 | 2012年2月21日  | 「ましろ色の……」                                           |                                                                                             | 真の最終回特番                                                         |

#### 主題歌（ラジオ）
オープニングテーマ「虹の朝に」
作詞・作曲 - 渡辺翔 / 編曲 - 清水哲平 / 歌 - ちょうちょ
エンディングテーマ「水彩キャンディー」
作詞 - micco / 作曲・編曲 - 菊池達也 / 歌 - marble

#### ラジオCD
DJCD 「ぬこラジ! 〜ぬくもりが恋しくなるラジオ〜」
2012年1月25日発売（コミックマーケット81で先行販売）。ゲストに後藤麻衣、櫻井浩美を迎えた新規録り下ろしラジオを収録。コミックマーケット81で販売されたイベント限定盤には2011年11月27日に開催されたイベント内で実施された「ぱん★すて」（パーソナリティ：櫻井浩美、吉田真弓 ゲスト：小野涼子）を収録した特典DISCが付属する。

## フィギュア
- グッドスマイルカンパニーのデフォルメフィギュアシリーズ「ねんどろいど」（発売元：ファットカンパニー）。第1弾として乾紗凪 が2012年5月31日に発売された。